# NuTyX
NuTyX はLinuxディストリビューションの一つで、特定の機能セットを提供するパッケージを集めた "collections" や特定の使用向けのパッケージセット "groups" といったコンセプトを持つ。システム上のソフトウェアを管理するユーティリティセットとして "Create, Add, Remove and Download System" (CARDS) という名のパッケージマネージャーを持ち、コンパイルの依存性管理などができる。Linuxシステムの仕組みを学んだり、スキル開発をしたいユーザー向けとしている。
2018年1月17日、最新安定版 NuTyX 10.0 が公開された。